# Comunión Mundial de Iglesias Reformadas
La Comunión Mundial de Iglesias Reformadas (CMIR) es la asociación más grande de Iglesias Reformadas en el mundo y la quinta comunión cristiana más grande en el mundo, después de la Iglesia católica, la Iglesia ortodoxa, la Comunión anglicana y el Consejo Metodista Mundial. Tiene 229 denominaciones miembro en 108 países, reuniendo 80 millones de personas. Este cuerpo ecuménico cristiano se conformó en junio de 2010 por la unión de la Alianza  Reformada Mundial (ARM) y el Consejo Ecuménico Reformado (CER).
Entre las denominaciones más grandes en la CMIR están la Iglesia Presbiteriana de África, la Iglesia Presbiteriana de Nigeria, la Iglesia Presbiteriana de África del Este, la Iglesia Unida de Canadá, la Iglesia Presbiteriana de los EE. UU., Iglesia Reformada en Hungría, Iglesia Reformada en Rumania, Iglesia protestante en Indonesia, Iglesia de Escocia e Iglesia evangélica en Alemania. La teología de sus denominaciones miembro en general podrían ser consideradas más liberales que las denominaciones miembro de la Conferencia Internacional de Iglesias Reformadas o la Fraternidad Mundial Reformada, los cuales son también organizaciones reformadas mundial de gran tamaño.

## Historia
La CMIR remonta sus orígenes a 1875, con organizaciones reformadas unificadoras que emergen en Londres, Inglaterra.
Después de una reunión de dos días que acaba el 1 de febrero de 2006, Douwe Visser, presidente del Consejo Ecuménico Reformado, y Clifton Kirkpatrick, presidente de la Alianza Reformada Mundial, dijeron en una carta de unión a sus comunidades, "Nos alegramos en el trabajo del Espíritu Santo que creemos nos ha guiado a recomendar que el tiempo para unir el trabajo de la Alianza Reformada Mundial y del Consejo Ecuménico Reformado hacia un cuerpo que fortalezca la unidad y el testimonio de los cristianos reformados ha llegado"
Después de primeramente haber llamado "Comunión Reformada Mundial" ("World Reformed Communion", en inglés) al potencial cuerpo, el nombre fue modificado por el nombre actual, "Comunión Mundial de Iglesias Reformadas" ("World Communion of Reformed Churches", en inglés)
En el Calvin College, Grand Rapids, Míchigan, Estados Unidos, del e18 al 26 de junio de 2010 tuvo lugar una asamblea que llevó a la creación definitiva de la organización. La asamblea, enfocada en Efesios 4:3, "La Unidad del Espíritu en el Vínculo de la Paz", montando un ambiente de entendimiento y aceptamiento entre las iglesias y sus asociados, dejando de lado diferencias y otros problemas.

## Trabajo
En su inicio la CMIR se declaró "llamada a la comunión y comprometida con la justicia". Las dos oficinas están enfocadas a esos aspectos. La oficina de teología y comunión sirve como coordinador de diálogos oficiales con otras organizaciones religiosas, organiza el Instituto Global de Teología. La oficina de Justicia promueve una justicia económica, ecológica y humana, con gran parte de su trabajo basado en la Confesión de Acra, estamento adoptado en 2004 por el consejo general de la Alianza Reformada Mundial y readoptado en la asamblea de 2010.
La CMIR también tiene una Secretaría General qué incluye la oficina del secretario general, la oficina de comunicaciones y otras responsabilidades organizativas. El secretario general actual es Chris Ferguson, un ministro de la Iglesia Unida de Canadá. A través de la Secretaría General, la CMIR es capaz de promover diálogo entre iglesias, defender causas en una escala global y apoyar las actividades de sus iglesias de miembro a través de varios medios.
La sede global de la CMIR está en Hannover, Alemania, con una filial sin ánimo de lucro estadounidense basada en Grand Rapids, Míchigan.  Originalmente basada en Ginebra, Suiza, la cual tuvo como anfitrión a Juan Calvino y ganó la reputación de la "Roma protestante", la sede se reubicó en Hannover, Alemania en diciembre de 2013, debido a tensiones financieras causadas por el alto valor franco suizo.

## Secretario general
Chris Ferguson es un pastor, teólogo y defensor de la justicia social por la Iglesia Unida de Canadá. Fue elegido como secretario general de la CMIR en mayo de 2014, entrando al cargo el 1 de agosto de 2014 por un plazo de 7 años. Anteriormente sirvió como el asesor ecuménico internacional para el programa de acompañamento en Colombia (2011-2014), el representante del Consejo Mundial de Iglesias (CMI) ante las Naciones Unidas (2006-2010), como representante del CMI de Jerusalem (2004-2006) y el ministro ejecutivo del director de la oficina de Unidad de Justicia y Relaciones Globales y Ecuménicas de la Iglesia Unida de Canadá

## Iglesias miembro de la comunión

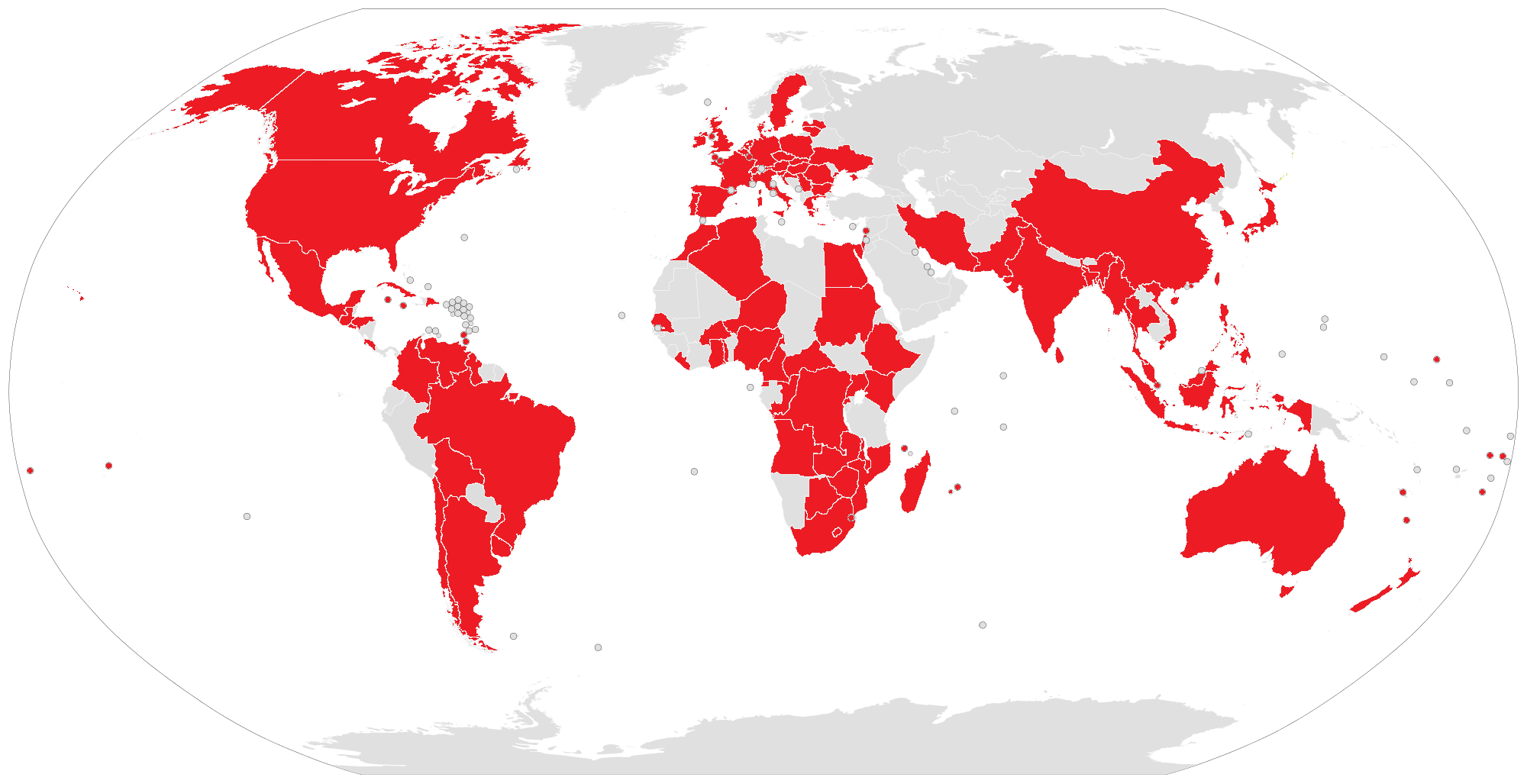
Los países en rojo son tienen por lo menos una iglesia miembro de la CMIR

Países con comunidades reformadas importantes históricamente.

Una lista actualizada de las iglesias miembro de la CMIR puede encontrarse aquí.
- Las 232 iglesias miembro de la CMIR están agrupadas en regiones geográficas, muchas de las cuales tienen consejos regionales.
  - África (Alianza de Iglesias Reformadas de África)
  - Asia (Consejo del Área Noreste de Asia, Comunión de Iglesias Reformadas en Indonesia)
  - Caribe (Consejo del Área del Caribe y Norteamérica)
  - Europa (Comunión Mundial de Iglesias Reformadas Europa-Confederación de Iglesias Europeas)
  - Latinoamérica (Alianza de Iglesias Presbiterianas y Reformadas de América Latina)
  - Medio Oriente (Consejo del Área de Medio Oriente)
  - Norteamérica (Consejo del Área del Caribe y Norteamérica)
  - Oceanía (Consejo del Área de Oceanía y Australia)